# Tschriet, Sokovo
Tschriet je naselje v Občini Sokovo v Okraju Trg na Koroškem v Avstriji.